# Давыдов, Василий Иннокентьевич
Василий Иннокентьевич Давыдов (20 декабря 1919 — 13 июня 1968) — майор Советской Армии, участник Великой Отечественной войны, Герой Советского Союза (1946).

## Биография
Василий Давыдов родился 20 декабря 1919 года в селе Большой Улуй (ныне — Большеулуйский район Красноярского края) в семье крестьянина. В начале 1930-х годов родители были раскулачены. В 1939 году он окончил Ачинское педагогическое училище, после чего работал учителем. В сентябре 1941 года Давыдов был призван на службу в Красную армию. В 1942 году он окончил Сретенское военное пехотное училище. С марта того же года — на фронтах Великой Отечественной войны. Ранен в феврале 1943 года. В 1943 году он окончил курсы усовершенствования командного состава. К апрелю 1945 года капитан Василий Давыдов командовал 1-м стрелковым батальоном 674-го стрелкового полка 150-й стрелковой дивизии 3-й ударной армии 1-го Белорусского фронта. Отличился во время штурма Берлина.
В ночь с 28 на 29 апреля 1945 года батальон Давыдова переправился через Шпрее и захватил здание Министерства внутренних дел нацистской Германии. 30 апреля 1945 года во главе группы разведчиков, действуя вместе с батальонами капитана Неустроева и старшего лейтенанта Самсонова, Давыдов принял активное участие в штурме рейхстага и водружении над ним Красного флага. За девять дней боёв в Берлине батальон Давыдова уничтожил большое количество солдат и офицеров противника, более шестисот взял в плен.
Указом Президиума Верховного Совета СССР от 8 мая 1946 года за «умелое руководство батальоном, образцовое выполнение боевых заданий командования и проявленные мужество и героизм в боях с немецкими захватчиками» капитан Василий Давыдов был удостоен высокого звания Героя Советского Союза с вручением ордена Ленина и медали «Золотая Звезда» за номером 9040.
Служил в штабе ГСОВГ. В 1947 году Давыдов окончил офицерскую школу штабной службы. В 1949 году в звании майора он был уволен в запас. С 1950 года работал в Тюмени, в 1955—1956 годах жил на Ямале, в п. Сюнай-Сале, работал в рыболовецком совхозе им. Сталина. В 1965 году переехал в Норильск.
Умер в Ачинске 13 июня 1968 года. Был похоронен на старом кладбище Норильска, но в день 30-летия Победы вместе с Героями Советского Союза Дмитрием Ковальчуком и Семёном Уганиным перезахоронен на новом кладбище Голиково в Норильске.
.

## Награды
Был награждён орденом Ленина и медалью «Золотая Звезда», орденами Красного Знамени (08.1944) и Отечественной войны 2-й степени(06.1944), рядом медалей.

## Память
В честь Давыдова был назван один из совхозов и улица в селе Тюхтет. В 2016 году Муниципальному бюджетному общеобразовательному учреждению «Ямальская школа-интернат», село Яр-Сале Ямальского района, ЯНАО, присвоено имя Василия Иннокентьевича Давыдова.